# Selsdon
Selsdon is een wijk in het Londense bestuurlijke gebied Croydon, in de regio Groot-Londen.